# 七次方程式
七次方程式（しちじほうていしき、ななじほうていしき、英語: septic equation）とは、次数が7であるような代数方程式のこと。

## 概要
一般に一変数の七次方程式は
{\displaystyle a_{7}x^{7}+a_{6}x^{6}+a_{5}x^{5}+a_{4}x^{4}+a_{3}x^{3}+a_{2}x^{2}+a_{1}x+a_{0}=0\quad (a_{7}\neq 0)}
の形で表現される。

## 解法
超楕円関数をした解法がある。
- 交代群 A7 {\displaystyle {\mathfrak {A}}_{7}}
- 対称群 S7 {\displaystyle {\mathfrak {S}}_{7}}
- ガロア群
- 種数 3 のテータ関数

## ガロア群
ガロア群の種類に応じた解法となる。

ファノ平面

- S7 対称群（位数 5040）
- A7 交代群（位数 2520）
- L(3, 2) ファノ平面（英語版）の対称性の群（位数 168）

- M7 メタ巡回群（英語版）（位数 42） - フロベニウス群（英語版） F42
- 半メタ巡回群（位数 21） - フロベニウス群（英語版） F21
- D7 二面体群（位数 14）
- C7 巡回群（位数 7）